# Mississippi Valley State University
Mississippi Valley State University es un lugar designado por el censo ubicado en el condado de Leflore en el estado estadounidense de Misisipi. En el año 2010 tenía una población de 1,182 habitantes.

## Geografía
Mississippi Valley State University se encuentra ubicado en las coordenadas 33°30′43.93″N 90°20′33.33″O / 33.5122028, -90.3425917.